# Sclerotium cacticola
Sclerotium cacticola är en svampart som beskrevs av J.F.H. Beyma 1933. Sclerotium cacticola ingår i släktet Sclerotium och riket svampar.   Inga underarter finns listade i Catalogue of Life.